# فيليب دوبونت
فيليب دوبونت (بالفرنسية: Philippe Dupont)‏ هو منافس ألعاب قوى فرنسي، ولد في 31 مايو 1958 في لو مان في فرنسا.

## وصلات خارجية
- فيليب دوبونت على موقع الاتحاد الدولي لألعاب القوى (الإنجليزية)
- فيليب دوبونت على موقع الاتحاد الفرنسي لألعاب القوى (الفرنسية)
- فيليب دوبونت على موقع أوليمبيديا (الإنجليزية)